# Прелль, Август Христиан
Август Христиан Прелль (нем. August Christian Prell; 1 августа 1805 года, Гамбург — 3 сентября 1885 года, Ханау) — немецкий виолончелист. Сын Иоганна Прелля.
Учился у Бернхарда Ромберга и у своего отца. В 1821 году получил должность камерного музыканта в Майнингене, а с 1824 года и до выхода на пенсию в 1869 году был первой виолончелью Ганноверской придворной капеллы, где среди его учеников был, в частности, Георг Гольтерман. Автор ряда транскрипций и переложений — в частности, трио Бетховена Op. 87 (для двух гобоев и английского рожка) было переложено им для трёх виолончелей.